# チョーク・ファーム駅
チョーク・ファーム駅（チョーク・ファームえき、英語：Chalk Farm tube station） カムデン・ロンドン特別区カムデン・タウン近くにあるノーザン線エッジウェア支線のカムデン・タウン駅とベルサイズ・パーク駅の間にあるロンドン地下鉄の駅である。当駅はトラベルカード・ゾーン2に含まれる。2011年には年間500万人弱が乗降し、エッジウェア支線ではもっとも乗降客の多い駅のひとつに数えられる。

## 歴史
当駅は1907年6月22日にチャリングクロス・ユーストン・アンド・ハムステッド鉄道のチャリング・クロス - ゴルダーズ・グリーン間の開業に伴って設置された。この路線は1924年に北側はエッジウェア、1926年に南側はケニントンまで延伸されている。
現在のチャリング・クロス支線が先に開業したため当初は全列車がこの支線経由で運転されたが、1924年にシティ・アンド・サウス・ロンドン鉄道がカムデン・タウンに延伸してチャリングクロス・ユーストン・アンド・ハムステッド鉄道と接続したため、当駅を通る列車はシティ・アンド・サウス・ロンドン鉄道の路線、現在のバンク支線も経由して運転されるようになり、南はクラップハム・コモンまで脚を延ばすようになった。路線の南進により、1926年にはモーデンまで運転区間が拡大されている。

## レイアウト
当駅はチョーク・ファーム・ロード、カムデン・ハイ・ストリートの北端であるヘイヴァーヒルとアデレイド・ストリートが三角形に交差する地点にある。

### 構造
当駅は狭い、楔形の駅舎をもち、ロンドン地下電気鉄道の建築家レスリー・グリーンが設計して1906年、1907年に開業した駅の中では最も長いものである。当駅のエレベーターはロンドン地下鉄で最も短いもので、深さは21フィート (6.4 m)しかない。駅舎は維持管理会社であるチューブ・ラインズによって2005年に修繕されたが、2011年に第2級文化財指定建築となっている。

## バス路線
ロンドンバス31、168、393、深夜バスN5、N28、N31が当駅を経由する。

## ギャラリー

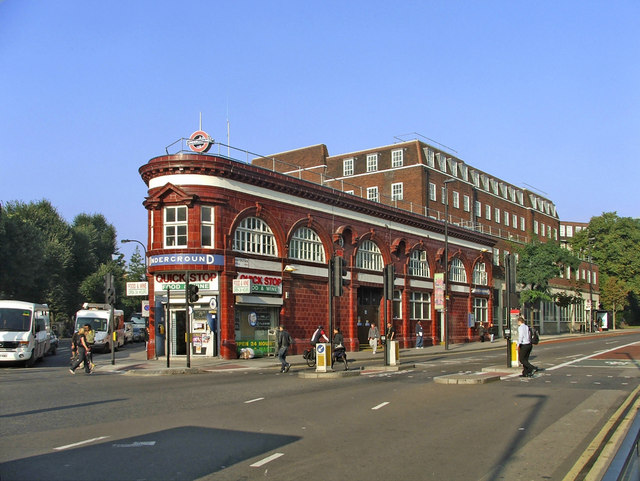
ヘイヴァーストック・ヒルに面した駅舎
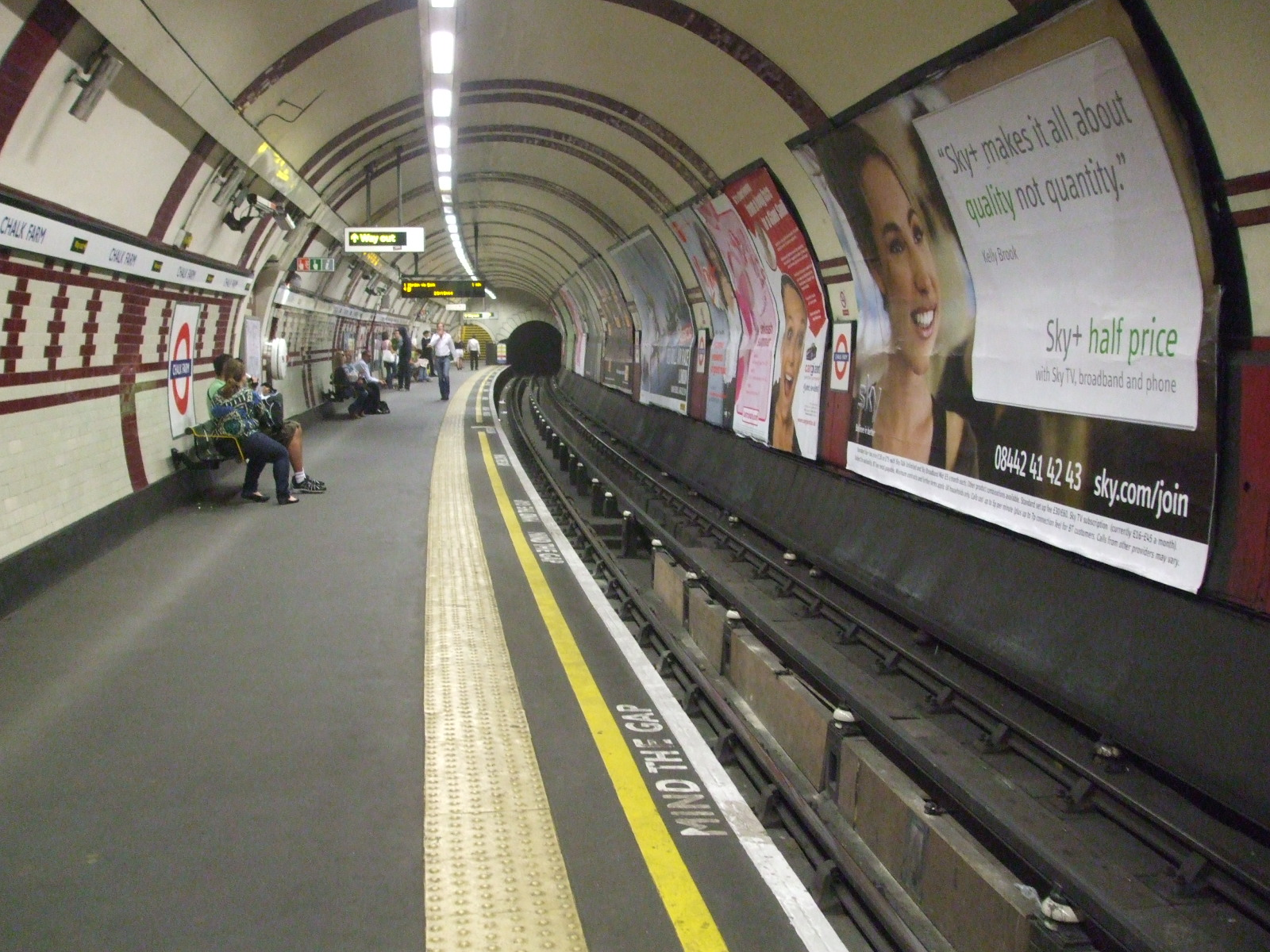
南行ホーム、北を見る
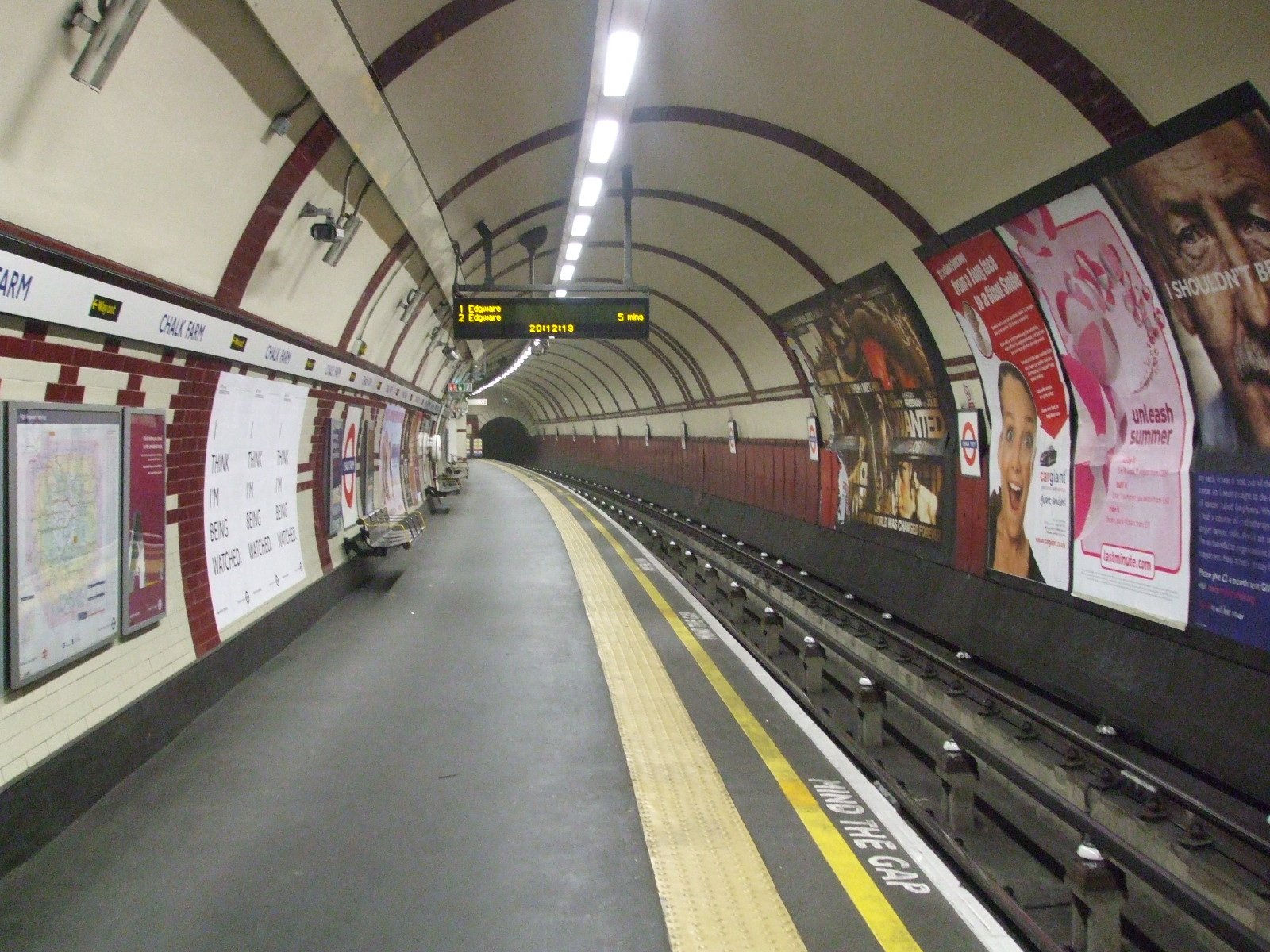
北行きホーム、南を見る
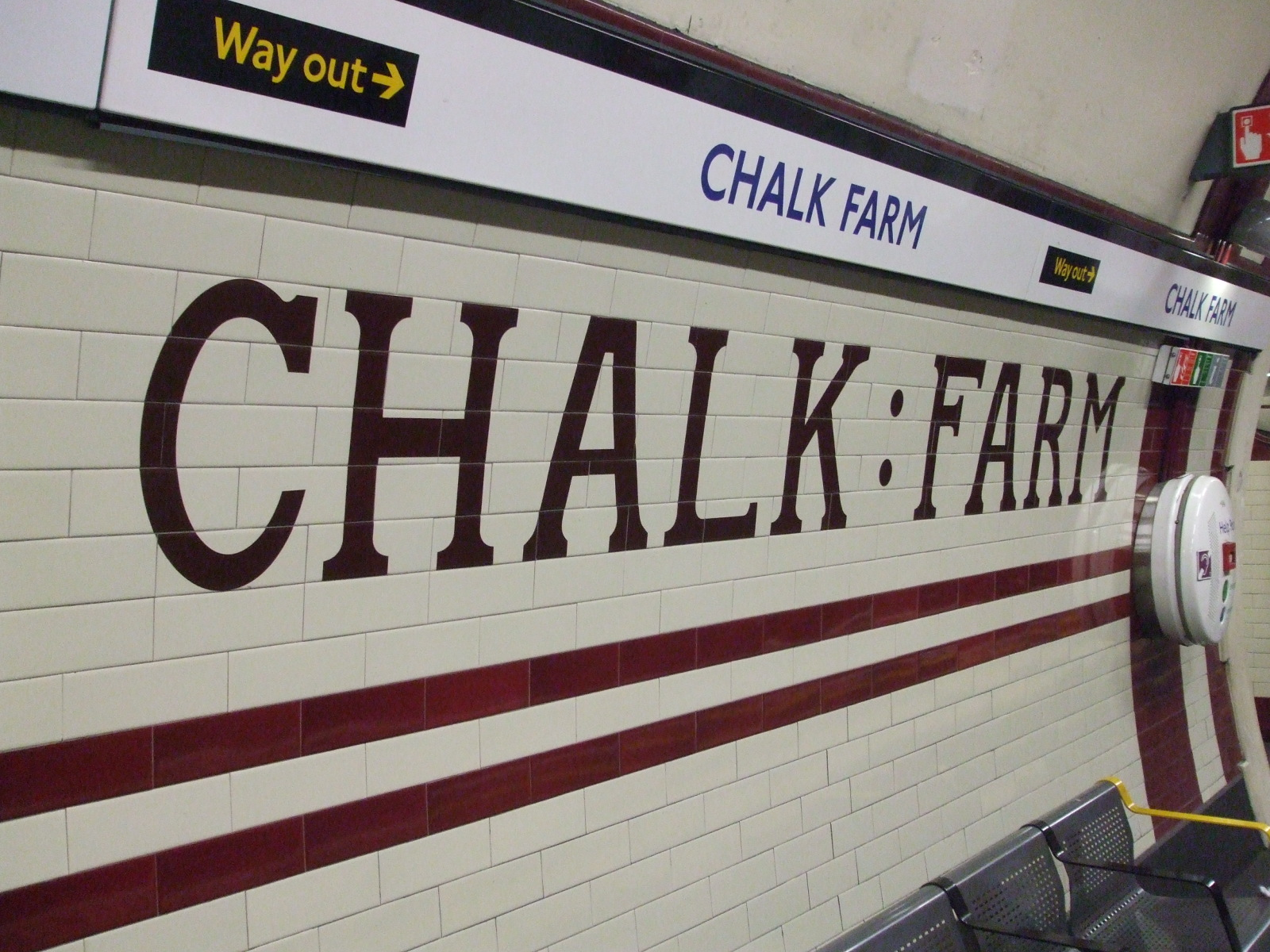
タイルに書かれた開業時からの駅名標
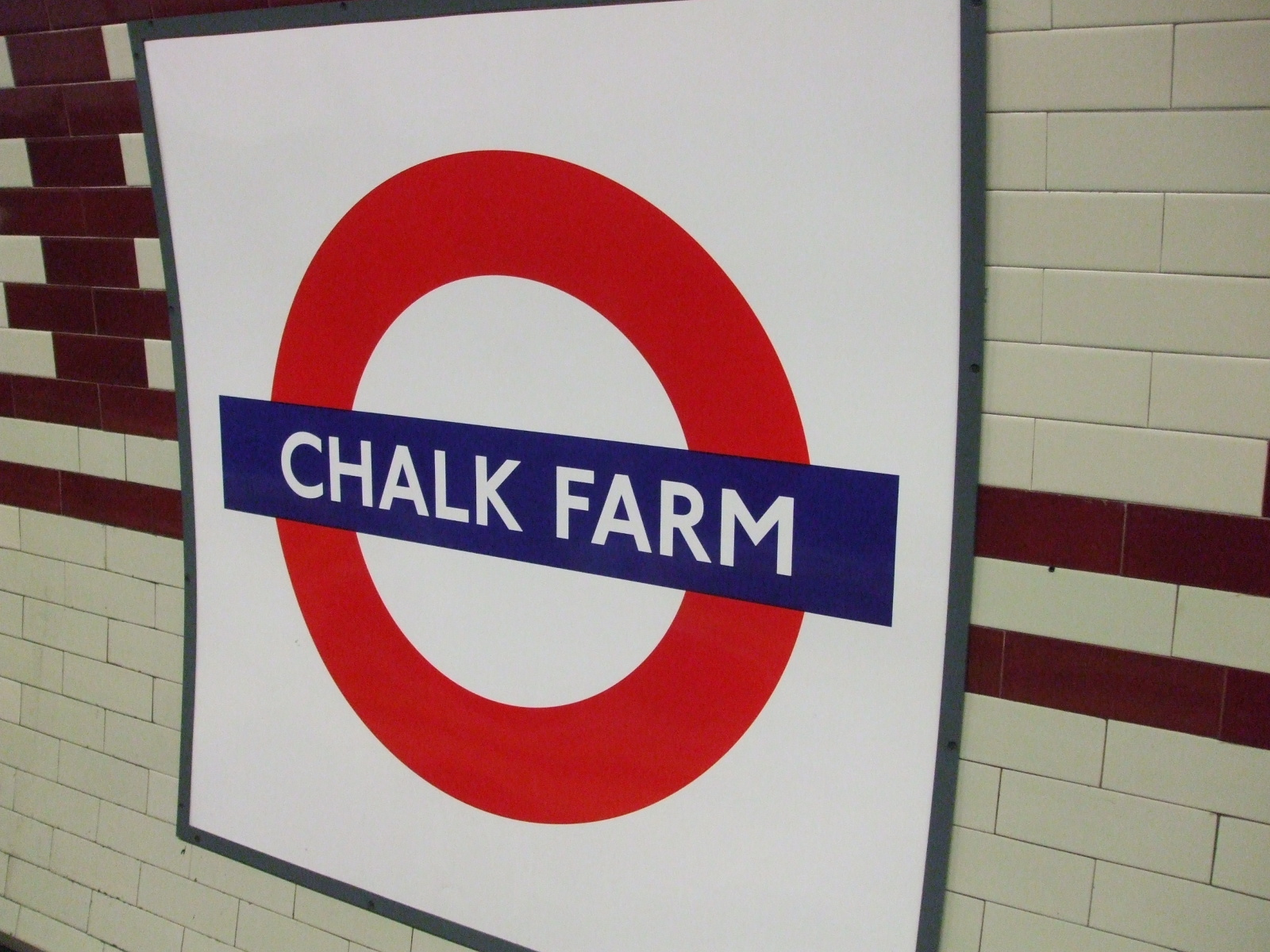
Roundel on northbound platform